# Florentiamyidae
Florentiamyidae — родина вимерлих гризунів з Північної Америки. Згідно з R. L. Carroll 1988, вони є частиною надродини Geomyoidea. Відомо, що вони існували від 33,3 до 15,97 млн років тому. Вони відомі з міоцену США, Гаррісона Сполучених Штатів, Арікарея Сполучених Штатів та олігоцену Канади. Чотири екземпляри скам'янілостей з арікарейського періоду були отримані в пластах скам'янілостей Джона Дея в Орегоні.